# Ripon (Québec)
Pour les articles homonymes, voir Ripon et Rippon.
Ripon est une municipalité du Québec (Canada) située dans la municipalité régionale de comté (MRC) de Papineau dans la région administrative de l'Outaouais qui dénombre 1682 habitants à l'heure actuelle.

## Toponymie
Le nom de la municipalité rappelle Ripon, une ville du Yorkshire en Angleterre.

## Histoire
- 1861 : la municipalité des cantons unis de Ripon-et-Hartwell est constituée à partir d'un territoire non-organisé.
- Entre 1867 et 1870 : Ripon-et-Hartwell est démembré pour devenir la municipalité de canton de Ripon et la municipalité des cantons unis de Hartwell-et-Suffolk.
- 1923 : la municipalité de village de Ripon se détache du canton de Ripon.
- 2000 : le village et le canton de Ripon fusionnent pour devenir la municipalité de Ripon.

- À l'origine dans le comté de Papineau, Ripon est incluse dans la municipalité régionale de comté de Papineau en 1983.

## Géographie
Ripon est à 20 km au nord-ouest de Papineauville, à l'ouest de Saint-André-Avellin, près d'une branche de la rivière de la Petite Nation.

## Démographie
| 1996  | 2001  | 2006  | 2011  | 2016  | 2021  |
| ----- | ----- | ----- | ----- | ----- | ----- |
| 1 315 | 1 265 | 1 497 | 1 522 | 1 542 | 1 735 |

Le recensement de 2011 y dénombre 1 522 habitants, une augmentation de 1,7 % depuis 2006.

## Administration
Les élections municipales se font en bloc pour le maire et les six conseillers.
| Ripon Maires depuis 2005                                                                                             |                    |         |          |
| Élection | Maire              | Qualité | Résultat |
| 2005 | Alain Sabourin     |         | Voir     |
| 2009 | Luc Desjardins     |         | Voir     |
| 2013 | Luc Desjardins     | Voir    |          |
| 2017 | Luc Desjardins     | Voir    |          |
| 2021 | Luc Desjardins     | Voir    |          |
| juin 2023 | Jonathan Beauchamp |         | Voir     |
| Élection partielle en italique Depuis 2005, les élections sont simultanées dans toutes les municipalités québécoises |                    |         |          |

## Personnalités
- Stéphane Richer (1966-) : hockeyeur